# Нижняя Сенькина
Нижняя Сенькина (в верховье Чивок) — река в Томской области России. Устье реки находится в 204 км по левому берегу реки Парабель. Длина реки составляет 102 км, площадь водосборного бассейна 716 км².
Высота устья — 56 м над уровнем моря. Высота истока — 111 м над уровнем моря.

## Притоки
- Нижний Когот (лв)
- Сосновая (лв)
- Гнилой (лв)
- Верхний Когот (лв)
- Длинный (пр)

## Данные водного реестра
По данным государственного водного реестра России относится к Верхнеобскому бассейновому округу, водохозяйственный участок реки — Обь от впадения реки Кеть до впадения реки Васюган, речной подбассейн реки — Кеть. Речной бассейн реки — (Верхняя) Обь до впадения Иртыша.